# Berberis subacuminata
Berberis subacuminata är en berberisväxtart som beskrevs av Camillo Karl Schneider. Berberis subacuminata ingår i släktet berberisar, och familjen berberisväxter. Inga underarter finns listade i Catalogue of Life.